# 玉木祥護
玉木 祥護（たまき しょうご、1996年〈平成8年〉8月30日 - ）は、日本のプロバスケットボール選手。北海道札幌市出身。ポジションはスモールフォワード/パワーフォワード。B.LEAGUE・愛媛オレンジバイキングスに所属している。

## 来歴
中学時代は野球部、札幌旭丘高校でバスケを始め、U-18日本代表候補に選ばれる。
高校卒業後は筑波大学へ進学し、4年時にアジア大会に出場。
2019年、京都ハンナリーズの特別指定選手となり、卒業後に正式契約。
2020年、地元のレバンガ北海道に移籍。
2022年オフ、新潟アルビレックスBBに移籍。新潟では30試合の出場で39得点、20リバウンド、12アシストを記録した。
2023年6月8日に福島ファイヤーボンズへ移籍した。
2024年6月14日に愛媛オレンジバイキングスへ移籍した。
跳躍力に優れるフォワードで、リバウンドに強い。ゴール下の得点が主だがスリーポイントも打つ。